# Limonium aragonense
Limonium aragonense är en triftväxtart som först beskrevs av Jean Odon Debeaux och Heinrich Moritz Willkomm, och fick sitt nu gällande namn av Sandro Alessandro Pignatti. Limonium aragonense ingår i släktet rispar, och familjen triftväxter. Utöver nominatformen finns också underarten L. a. ruizii.